# Upadek Mogadiszu (2006)
Upadek Mogadiszu – miał miejsce dnia 28 grudnia 2006 roku, kiedy wojska rządu tymczasowego wraz z oddziałami Etiopii, wkroczyły do stolicy Somalii bez jakiegokolwiek oporu ze strony Unii Trybunałów Islamskich.
Atak nastąpił w wyniku szybkich zwycięstw Etiopii na północy kraju. W wyniku czego bojownicy islamscy wycofali się z miasta, przenosząc się na południe kraju.

## Geneza
Zobacz też artykuł: wojna w Somalii
Siły Unii Trybunałów Islamskich skoncentrowały się w stolicy Somali – Mogadiszu, po serii przegranych bitew pod Baidoa, Bandiradley, Beledweyne oraz Jowhar.
Wojska UTI opuściły dawne koszary w miejscowości Balcad, będące ostatnim miastem na obrzeżach Mogadiszu. Oddziały Etiopii oraz Somalii pod eskortą etiopskich odrzutowców, zbliżyły się na odległość 30 km od Mogadiszu.

## Utrata poparcia klanów
Wobec zbliżających się sil rządowych, stołeczne klany wymówiły talibom posłuszeństwo. Uznając, że bojownicy nie mają szans w starciu z regularnym etiopskim wojskiem. Starszyzna klanowa zażądała, by rozpuścili swoich żołnierzy oraz wycofali się z niego bez walki.
W identyczny sposób, w czerwcu, starszyzna wypowiedziała posłuszeństwo terroryzującym miasto watażkom i poddała je silniejszym wówczas talibom.
Lider UTI szejk Szarif Ahmed, poinformował telewizję Al-Dżazira, że siły islamskie opuściły Mogadiszu „w ramach zmiany taktyki”.
Około 3 tys. talibów wyruszyło do oddalonego o 500 km portowego miasta Kismaju na południu kraju.
W mieście zapanowała anarchia, na ulice wrócili watażkowie oraz ich odurzeni narkotykami żołnierze. Na bazarach pojawiły się kobiety sprzedające zakazane przez talibów narkotyczne liście khat.
Rabusie poruszający wraz z etiopskimi wojskami, wdarli się do Mogadiszu w poszukiwaniu łupów. Rozpoczęły się masowe grabieże, zrabowane zostały samochody, splądrowane sklepy, głównie z telefonami komórkowymi. Podczas zamieszek zginęło sześciu partyzantów.
Według Międzynarodowego Czerwonego Krzyża od rozpoczęcia konfliktu, szpitale w południowej części kraju przyjęły ponad 800 osób rannych w walkach. Dokładna liczba ofiar nie jest znana.

## Zajęcie miasta
28 grudnia rzecznik rządu tymczasowego Abdirahman Dinari stwierdził, że w ciągu dwóch do trzech godzin wojska uchwycą całe miasto.
Ali Mohammed Ghedi, premier przejściowego rządu, oświadczył, że somalijskie wojska rządowe wkroczyły do Mogadiszu bez jakiegokolwiek oporu, jak i również do miasta Afgoye leżącego na jego obrzeżach.
Mohamed Jama Furuh, członek parlamentu (podejrzewany o współpracę z somalijskimi piratami), przejął kontrolę nad Mogadiszu w imieniu rządu. Prezydent Somalii, Abdullahi Yusuf, zapewnił, że wojska rządowe nie stanowią zagrożenia dla mieszkańców miasta.